# Dmytro Timasjov
Dmytro Timashov (ukrainska: Дмитро Тимашов), född 1 oktober 1996 i Kirovohrad, är en svensk ishockeyspelare av ukrainskt ursprung som spelar för HC Ajoie i Swiss League.
Timasjov föddes i Ukraina men kom tidigt till Sverige. Han har sin moderklubb i Sollentuna HC. Efter att ha spelat i Nacka HK och SDE HF anlände han den 19 december 2011 till Djurgårdens IF för spel i klubbens U16-, J18- och J20-lag. Med Djurgårdens U16-lag vann han mästerskapet för åldersgruppen år 2012. Den 12 januari 2013 anslöt Timasjov till Modo Hockey, med vilka han vann silver i J20 SuperElit-slutspelet. På sin 17-årsdag den 1 oktober 2013 gjorde Timasjov sin SHL-debut när Modo mötte HV71 på bortaplan.
Under säsongen 2013/2014 blev Timasjov utlånad för spel i både IF Björklöven och Mora IK i Hockeyallsvenskan. Den 23 november 2015 skrev han ett treårigt kontrakt på ingångsnivå med Toronto Maple Leafs som tidigare draftat honom.
Timasjov representerade Sverige i World U17 Hockey Challenge 2013, ett inofficiellt "U17-VM", där han vann guld och bidrog med tre assist på sex matcher. Han har även representerat Sveriges U18- samt U16-landslag.
Efter ungefär 7 år av spel i de nordamerikanska ligorna QMJHL, AHL och NHL så återvände Timasjov till Sverige och skriver på för anrika Brynäs IF över de 2 nästkommande säsongerna. 